# Composizione VII
Composizione VII (Композиция VII) è il più grande e ambizioso quadro di Vasilij Kandinskij. Realizzato nel 1913,  dipinto a olio su tela,  è collocato alla Galleria Tret'jakov  di Mosca in Russia.

## Storia del dipinto
Il dipinto fu portato a termine nel 1913 dopo tre giorni e mezzo di duro lavoro nello studio di Kandinskij a Monaco. Esso fa parte di una serie di dieci Composizioni dipinte nell'arco di trent'anni. Il pittore definì le sue Composizioni "visioni interiori" simili per forma e struttura a una sinfonia. Per Composizione VII  realizzò circa trenta studi.
Questo dipinto è tipico della prima fase dell'Astrattismo. La composizione è fatta essenzialmente di forme e colori ai quali viene attribuito un valore autonomo, cioè un valore che non è collegato ad eventi o ad oggetti riconoscibili.

## Descrizione
Kandinskij  iniziò a lavorare al centro della parte sinistra della tela, facendo partire da questo nucleo colori contrastanti, forme e linee sezionate e alternando dense pennellate a leggere sfumature. In alcune zone delle linee brevi si accumulano a formare tratteggi ed in altre zone si dispongono parallelamente o si incrociano a formare piccole griglie. Tutti gli elementi della composizione sono distribuiti in modo da creare zone di diversa densità.

## Interpretazione
In quest'opera l'artista adotta un linguaggio pittorico completamente astratto anche se provvisto di un significato. Kandinskij dichiarò che la sua intenzione era quella di creare un'arte che fungesse da rimedio spirituale per un mondo malato e materialista. Il tema di Composizione VII è apocalittico ma, a differenza di Composizione VI, che è caratterizzata dalle terribili onde distruttive di un'alluvione, qui sembra di poter individuare la possibile rinascita di una caotica gioia. Il dipinto è stato letto come un entusiastico grido di speranza rivolto contro la violenza incombente della prima guerra mondiale e della Rivoluzione russa.